# Okrytoskrzelne
Okrytoskrzelne (Tectibranchia) – wyróżniany dawniej rząd morskich mięczaków tyłoskrzelnych (Opisthobranchia). Obecnie nie jest uznawany za takson.